# Thiverny
Thiverny ist eine französische Gemeinde mit 1.061 Einwohnern (Stand: 1. Januar 2022) im Département Oise in der Region Hauts-de-France (bis 2015: Picardie). Thiverny gehört zum Arrondissement Senlis und zum Kanton Montataire. 

## Geografie
Thiverny liegt etwa 20 Kilometer westnordwestlich von Senlis. Umgeben wird Thiverny von den Nachbargemeinden Montataire im Norden, Saint-Leu-d’Esserent im Süden und Osten sowie Cramoisy im Westen.

## Bevölkerungsentwicklung
| Jahr                       | 1962 | 1968 | 1975 | 1982 | 1990 | 1999 | 2006 | 2018 |
| Einwohner                  | 1039 | 1145 | 1210 | 1160 | 1109 | 1087 | 979  | 1073 |
| Quellen: Cassini und INSEE |      |      |      |      |      |      |      |      |

## Sehenswürdigkeiten
- Kirche Saint-Leufroy aus dem 13. Jahrhundert, Monument historique

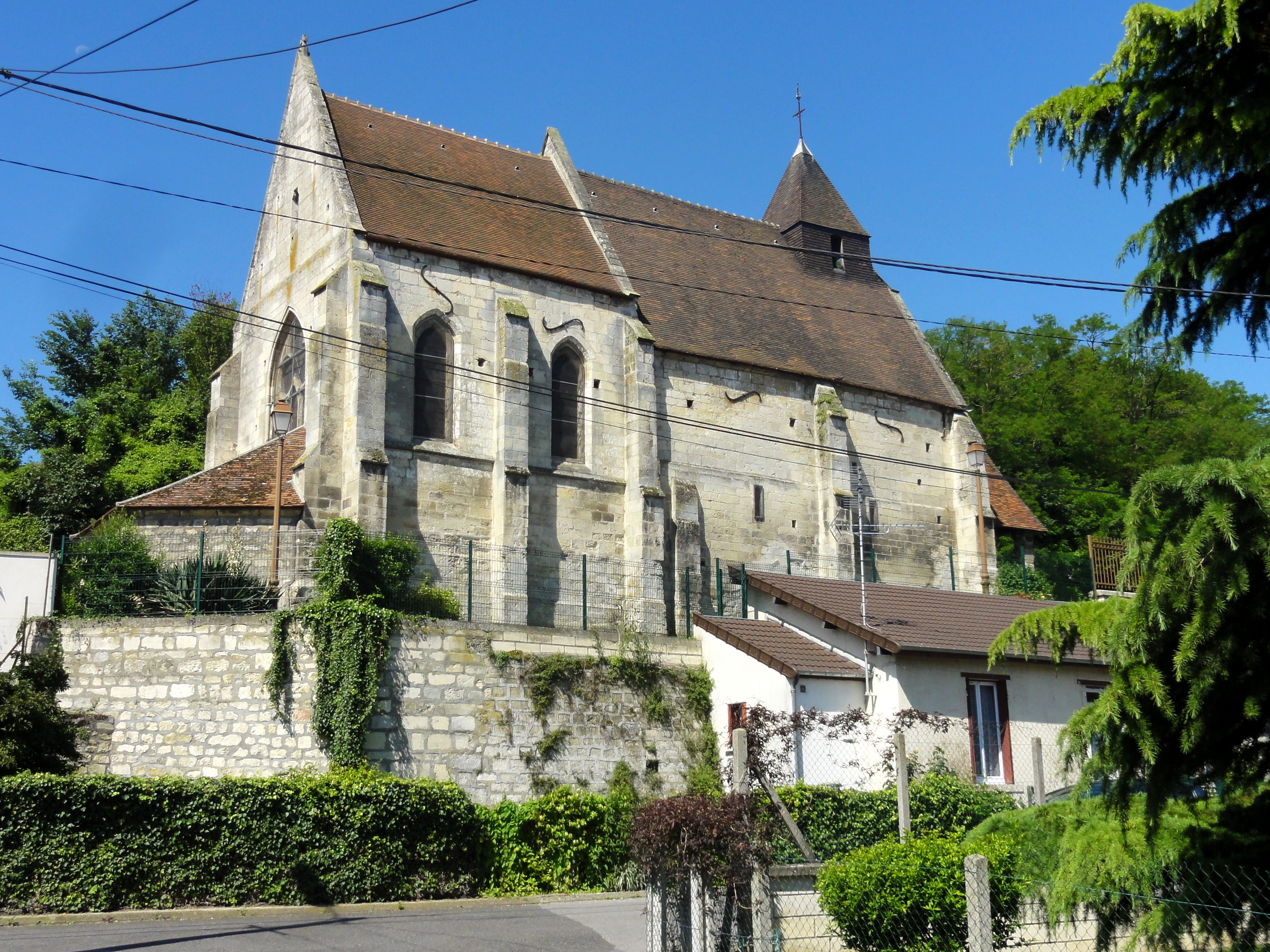
Kirche Saint-Leufroy